# 颱風琴茵 (1984年)
颱風琴茵（英語：Typhoon June，國際編號：8412，菲律賓大氣地球物理和天文服務管理局：Maring）為1984年太平洋颱風季的熱帶氣旋之一。